# アロイス・フォン・アルコ＝シュテッペルク

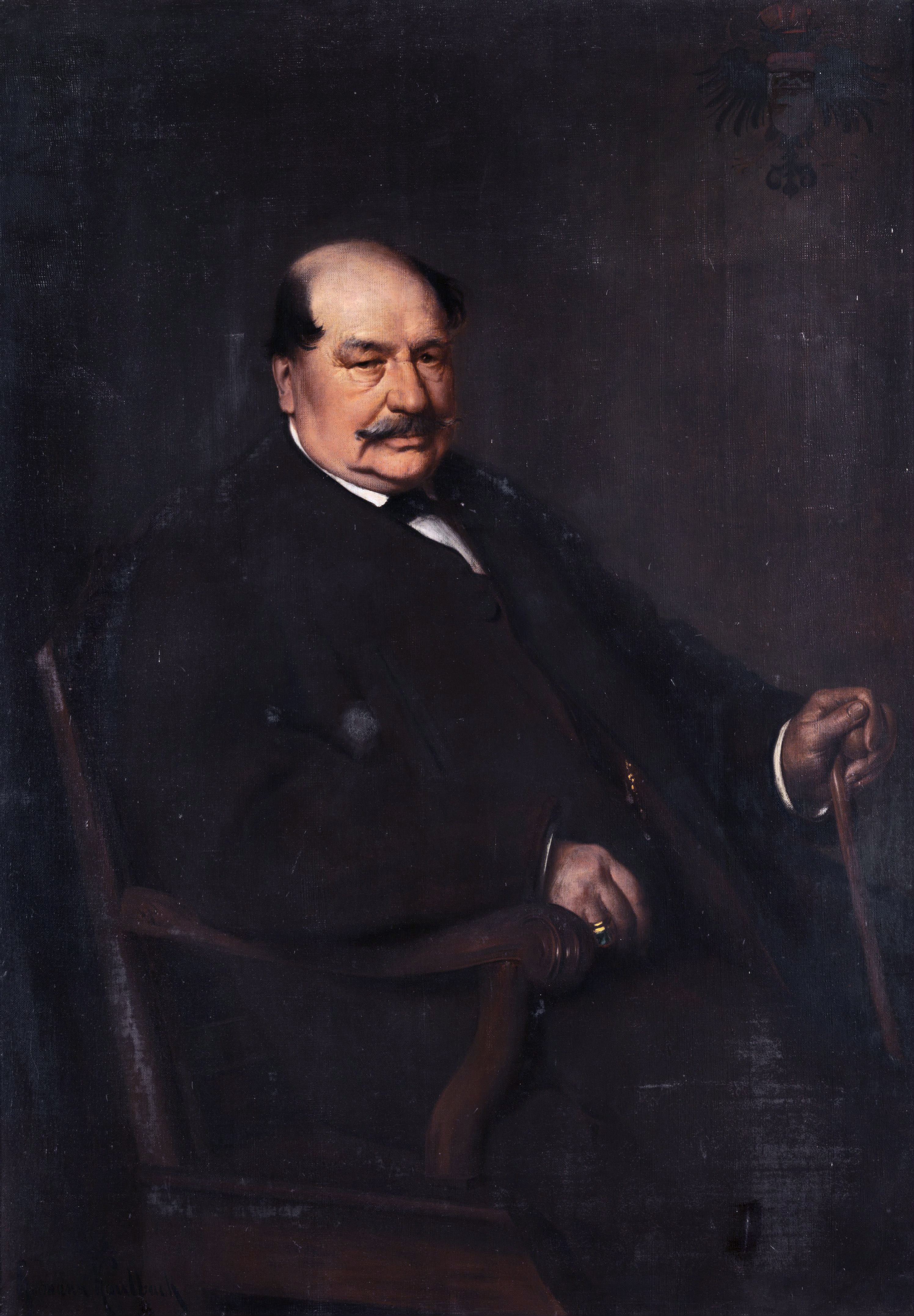
アロイス・フォン・アルコ＝シュテッペルク伯爵、ヘルマン・フォン・カウルバッハ画

アロイス・ニコラウス・アンブロース・フォン・アルコ＝シュテッペルク（Aloys Nikolaus Ambros Graf von Arco-Stepperg, 1808年12月6日 シュテッペルク城 - 1891年9月10日 アニフ）は、ドイツ・バイエルン王国の大土地所有者、軍人、政治家。伯爵。

## 生涯
バイエルン選帝侯カール・テオドールの未亡人マリア・レオポルディーネは、夫と1799年に死別してから5年後の1804年、ルートヴィヒ・フォン・アルコ伯爵（1773年 - 1854年）と再婚した。この婚姻で生まれたのがアロイスと弟マクシミリアンの兄弟である。
幼少期はシュテッペルク城で家庭教師から教育を受けたが、後に両親に連れられミュンヘンへ移った。母は卓越した土地経営手腕を発揮して資産を増やし、バイエルン最大の個人資産所有者となっていた。1825年ヴィルヘルム中等教育学校でアビトゥーア資格を取得した。
バイエルン軍の陸軍中佐であり、オーバーバイエルンのシュテッペルク、タークマースハイム及びディッテンフェルトの領主だった。
2回にわたりバイエルン衆議院を務めた（1848年 - 1849年、1859年 - 1861年）。1868年から1870年にかけ、関税議会のシュヴァーベン2区（ドナウヴェルト郡・ノルトリンゲン郡・ノイブルク郡）選出の議員を務めた。カトリック保守派のバイエルン愛国党の代表的存在だった。

## 家族
1830年侯爵令嬢イレーネ・パラヴィチーニ（1811年 - 1877年）と結婚したが、間に子は生まれなかった。
60歳の時、愛人パウリーネ・オスヴァルト（1851年 - 1902年）との間に一人娘のソフィー（1868年 - 1952年）をもうけた。
最初の妻イレーネが死去して半年後にパウリーネと再婚し、娘を嫡出子としてフォン・アルコ＝シュテッペルク伯爵（夫人）の称号を名乗らせた。ソフィーはシュテッペルクの所領を相続した。彼女は1890年フランス系移民の血を引くエルンスト・フォン・モイ・ド・ソン伯爵（1860年 - 1922年）に嫁いだ。シュテッペルク城は現在に至るまで夫婦の子孫モイ家の所有となっている。

## 引用
1. ↑  Max Leitschuh: Die Matrikeln der Oberklassen des Wilhelmsgymnasiums in München. Band 3: 1740/41 – 1829/30. Beck, München 1973, ISBN 3-406-10899-7, S. 267.